# Томас Щангъл
Томас Щангъл (на немски: Thomas Stangl) е австрийски писател, автор на романи, разкази и есета.

## Биография
Томас Щангъл е роден във Виена през 1966 г. Следва философия и испанистика във Виенския университет и завършва с теза върху деконструктивните литературни теории
След като приключва следването си, пише есета, рецензии и кратки прозаически творби за вестници и литературни списания.
За дебютния си роман „Единственото място“ („Der einzige Ort“) получава немската „Литературна награда „Аспекте““ за най-добра проза.
Томас Щангъл живее във Виена.

## Награди и отличия
- 2004: „Литературна награда „Аспекте““
- 2004: Hermann-Lenz-Stipendium
- 2005: Literaturförderpreis des österreichischen Bundeskanzleramts
- 2007: Telekom-Austria-Preis към „Награда Ингеборг Бахман“
- 2007: „Литературна награда на Културното сдружение на немската икономика“
- 2009: Stipendium des Heinrich-Heine-Hauses der Stadt Lüneburg
- 2009: „Награда Манускрипте“ на провинция Щирия
- 2010: Literaturpreis Alpha
- 2011: „Награда Ерих Фрид“